# Neotomoxia
Neotomoxia es un género de escarabajos de la familia de los Mordellidae, que contiene las siguientes especies:
- Neotomoxia castaneroides Ermisch, 1950
- Neotomoxia curticornis Ermisch, 1967
- Neotomoxia curvitibialis Ermisch, 1967
- Neotomoxia robusta (Pic, 1931)